# Ozonid cesný
Ozonid cesný je chemická sloučenina cesia bohatá na kyslík s chemickým vzorcem CsO3. Skládá se z cesných kationtů Cs+ a ozonidových aniontů O -
3 .
Může vzniknout reakcí ozonu se superoxidem cesným:
CsO2 + O3 → CsO3 + O2
Ozonid cesný reaguje s vodou za vzniku hydroxidu cesného:
4 CsO3 + 2 H2O → 4 CsOH + 5 O2
Při zahřátí na teplotu mezi 70 a 100 °C se ozonid cesný rychle rozkládá na superoxid cesný (CsO2).